# Sinagoga de Nice

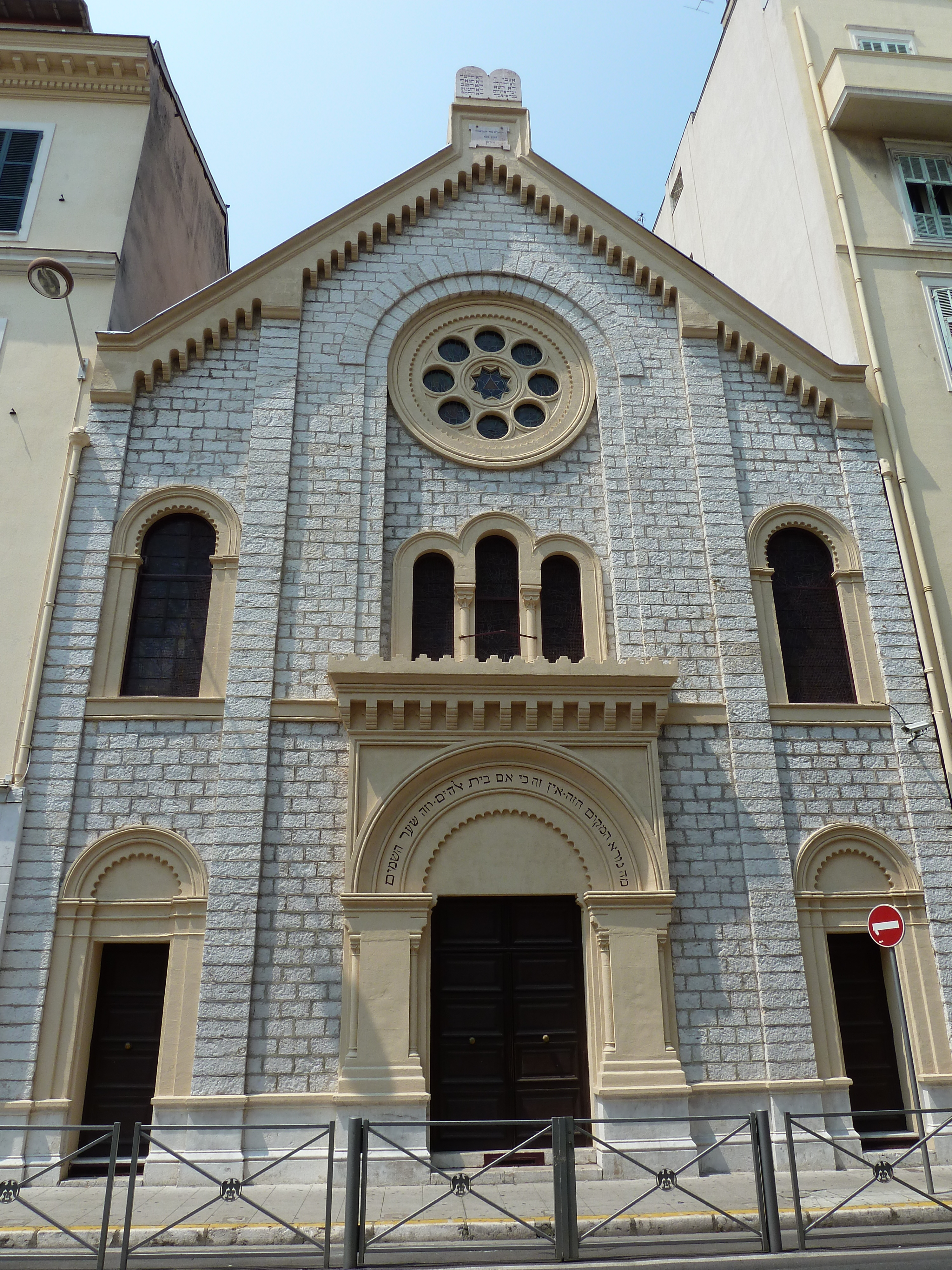
Sinagoga de Nice

A Sinagoga de Nice é uma sinagoga histórica em Nice, Alpes-Maritimes, na França . Foi construída em 1885 e dedicada em 1886. Está listada como um monumento nacional oficial desde 17 de abril de 2004.